# Svatá
Svatá – wieś i gmina w Czechach, w powiecie Beroun, w kraju środkowoczeskim. Według danych z dnia 1 stycznia 2014 liczyła 454 mieszkańców.